# 沙希德拉賈伊港爆炸事故
伊朗標準時間2025年4月26日，伊朗南部霍爾木茲甘省阿巴斯港附近的沙希德拉贾伊港發生一宗嚴重爆炸及大火，據伊朗國營媒體報道，事件造成至少70人死亡及1242人受傷。爆炸約於當地時間中午12時10分發生，起火點位於港口碼頭區的多個貨櫃，據報來自中國的貨櫃內可能存放有高氯酸铵等危險物質或化學品。爆炸發生時，美伊正就伊朗彈道導彈計畫進行談判。

## 背景
沙希德拉賈伊港是伊朗最大及最先进的集装箱港口，位于首都德黑兰以南1000多公里处，每年處理約8000萬噸貨物，位處霍爾木茲海峽附近這個戰略要地，為伊朗的重要海運樞紐。港口距離阿巴斯港約23公里，並鄰近伊斯蘭革命衛隊所經營的設施。爆炸發生時，伊朗與美國代表正舉行會談，討論伊朗核項目。2025年4月23日，伊朗外交部部長阿巴斯·阿拉格齊曾稱，鑑於過去出現過蓄意破壞及暗殺行動圖謀引發正當反應，伊朗安全部門已經進入高度戒備。美聯社隨後在有關事件的報道中提到，襲擊的可能性值得關注。

## 事故
2025年4月26日，大約在伊朗標準時間中午12時10分，沙希德拉賈伊港內的Sina貨櫃場發生一宗嚴重爆炸。爆炸由數個貨櫃引發，當中可能載有高氯酸鈉等危險物質，該化學品主要用於製造導彈燃料。爆炸引起大火，濃煙沖天，數公里外亦清晰可見。強烈的衝擊波震碎了周邊數公里範圍內多座建築物的窗戶，並造成結構損毀，至少有一幢建築物因而倒塌。由于爆炸地点位于海关办公楼2公里内，办公楼屋顶受损、设备坠落、窗户破碎，造成多名海关工作人员受伤。據報，爆炸聲遠至阿巴斯港以南26公里的格什姆島亦可聽見，震動甚至在距離爆炸現場50公里外亦有感覺。

## 傷亡
初步報告指事件造成至少500人受傷，隨後傷者人數增至超過750人，死亡人數則至少70人。伊朗紅新月會及其他緊急救援單位隨即派遣快速應變隊前往現場。傷者經現場初步處理後被轉送至附近醫療設施救治。消防部門展開撲救行動，並在火勢持續數小時後，出動直升機從空中灑水協助滅火。港口運作亦暫時停頓，以便應對緊急情況。

## 調查
伊朗當局就爆炸展開調查。伊朗卫生部宣布為方便調查，阿巴斯港进入紧急状态，所有学校、大学和办公室关闭一天。伊朗海关要求暂停向沙希德拉贾伊港出口和转运货物。當局初步評估指，事件可能與處理易燃物料時的疏忽有關。伊朗國家石油精煉分銷公司表示，是次爆炸並未對旗下煉油廠、燃料儲存罐、分銷設施或石油管道造成影響。根據CNN報道，一名政府發言人指出：「目前可以確定的是，很可能是港口某角落儲存的載有化學品的貨櫃引致爆炸。不過，在火勢完全撲滅前，要確定具體起因仍然困難。」
有消息指，爆炸或與一批高氯酸铵貨物有關，該化學品可用於製造導彈燃料。據保安公司Ambrey透露，這批貨物於3月從中華人民共和國運抵沙希德拉賈伊港。引發爆炸的大火或因處理這批固體導彈燃料不當而起，惟最初起火的確切原因仍未明朗。
伊朗政府发言人穆哈杰拉尼称事故原因可能为装有化学品的集装箱发生了爆炸。

## 哀悼
4月28日，伊朗举行全国哀悼。